# Medina (cantante)
Medina Danielle Oona Valbak (nacida Andrea Fuentealba Valbak; Aarhus, 30 de noviembre de 1982), conocida popularmente como Medina, es una cantante y compositora danesa de pop, R&B y dance que ha desarrollado su carrera profesional desde 2006 principalmente en Dinamarca, aunque también ha tenido éxito en Alemania, Austria o Suiza y otras partes de Europa. Es considerada la reina del pop danés. La cantante tiene en el mercado seis álbumes de estudio, cuatro en danés y dos en inglés, y se encuentra trabajando en su nuevo álbum. Ha obtenido numerosos premios en los Danish Music Awards y los Danish DeeJay Awards. Entre sus logros, ostenta más de 500 000 singles vendidos, 250 000 álbumes y más de 10 sencillos n.º 1 en Dinamarca. Entre sus singles más exitosos se encuentran las canciones «Kun for mig» y su versión en inglés «You and I», «Vi to», «Addiction», «For altid», «Sind for dig», «Kl. 10» o «Jalousi».

## Biografía
Medina, cuyo nombre de nacimiento fue Andrea, nació el 30 de noviembre de 1982. Es natural de Risskov, un distrito de la ciudad de Aarhus, al este de la península de Jutlandia. Es hija de padre chileno —natural de Santiago de Chile— y madre danesa. Tiene un hermano cinco años mayor y una hermana nueve años menor. La joven creció en un ambiente musical, ya que su padre y su hermano se dedican a la música. Durante su juventud, trabajó vendiendo sándwiches en su ciudad natal. En 2005 cambió su nombre de nacimiento por el de Medina Danielle Oona Valbak tras haber visitado a un numerólogo.

### Carrera musical

#### 2006-2010: Primeros álbumes,Kun for migy éxito a nivel europeo
Medina comenzó su carrera artística cantando sus propias canciones hasta que fue descubierta por un importante productor musical. Debutó en 2007 con su primer álbum, Tæt På, que contenía 11 pistas, en su mayoría R&B y pop. Fue producido por Copenhaniacs y contenía duetos con el cantante Joey Moe y los raperos Joe True y Ruus. Su primer single, Flå fue lanzado el 9 de mayo de 2007. Como segundo sencillo fue lanzado Et øjeblik, compuesta por la propia Medina junto a Rasmus Stabell, Jeppe Federspiel, Tue Søborg Volder, Daniel Klein y Burhan Genc. Este álbum tuvo poca repercusión, cosechando un éxito moderado. Además, fue la encargada de poner voz a dos de las canciones incluidas en la película Fidibus.
En 2008 Medina alcanzó éxito en su país natal, además de Alemania y Escandinavia, con la canción «Kun for mig», que se encontró en la lista oficial de las canciones más populares en Dinamarca durante 52 semanas y ocupó el primer lugar durante seis. Fue la canción más vendida en Dinamarca y la cuarta canción más tocada en las radios durante 2009. Medina fue seleccionada como «mejor artista danés» para los MTV Europe Music Awards 2009, tras lo cual compitió como «mejor artista europeo», sin llegar a la etapa final. La canción fue premiada con un triple disco de platino.

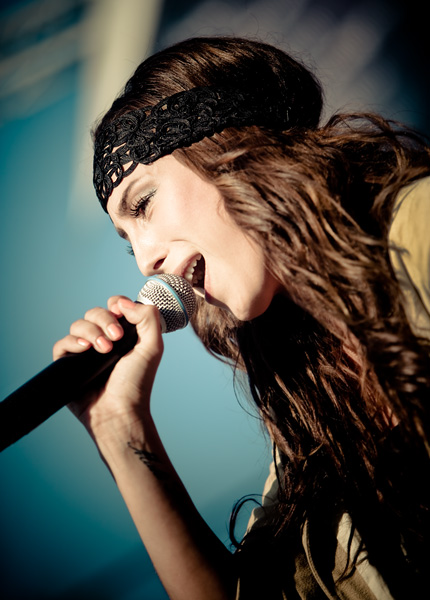
Medina durante un concierto en Aalborg en el año 2009.

En 2009 Medina lanzó su segundo álbum, 'Velkommen Til Medina, un disco más electrónico, que incluye éxitos como «Kun for mig», «Ensom» y «Vi to». Este disco vendió más de 200 000 ejemplares, y alcanzó el puesto 27 en la UK Dance Chart. El álbum se convirtió en el tercer disco más vendido durante 2010 en Dinamarca y fue certificado con cuatro doble discos de platino. A finales de 2009, el disco fue reeditado, incluyendo un nuevo CD con nuevas versiones y remixes de las canciones del disco original. Además incluía la canción «Yaad Teri», versión de «Kun for mig» cantado en idioma urdu —Pakistán— por Waqas Qadri, cantande danés de origen pakistaní.
Al año siguiente, lanzó la versión en inglés del mismo álbum, llamado Welcome to Medina, y que obtuvo gran éxito en Europa y Estados Unidos, con temas como «You and I» —versión de «Kun for mig»—, «Addiction» y «Gutter». El disco llegó al puesto n.º 9 en la lista de Top 100 Singles de Alemania, además de triunfar en Austria y Suiza. El tema «You and I» obtuvo un gran éxito a nivel europeo. Fue lanzado por el sello discográfico Parlophone en el Reino Unido. El texto inglés es el resultado de una colaboración entre los compositores daneses Adam Powers —Infernal, Kylie Minogue, entre otros— y Julie Steincke. La cantante lo interpretó en la final de la versión griega de Factor X, el 12 de febrero de 2010.
Por su parte, el sencillo Addiction se convirtió en el número uno de la Hot Dance Airplay chart de Billboard en los Estados Unidos, por encima de Katy Perry y Black Eyed Peas, no producíendose este éxito en los Estados Unidos de un cantante danés desde 1983 con la banda Laid Back.
Medina colaboró con Thomas Helmig en su single 100 Dage y junto a Burhan G en la canción «Mest Ondt». Ambas se convirtieron en número n.º 1 en Dinamarca.
Durante junio de 2010, la cantante tuvo que suspender un concierto celebrado en Ishøj, después de que un grupo de religiosos musulmanes lanzara huevos al escenario e intentara cortar el suministro eléctrico del concierto, mostrando así su disconformidad con el nombre de la artista —similar a una de las ciudades santas para la religión islámica, Medina, localizada al oeste de Arabia Saudí—.
Medina fue galardonada con seis premios durante los Danish Music Awards 2010, el de mejor álbum —por 'Velkommen Til Medina—, mejor artista femenina del año, mejor compositor danés, mejor hit danés —por «Vi To»— y mejor debut. En los premios Zulu Awards 2010, la cantante interpretó los temas «Open Wide» y «Ensom» junto a Tina Dickow. Además, durante 2010, la cantante protagonizó la comedia Klovn - The Movie, película danesa más popular del año.

#### 2011-2013: Nuevos discos,For AltidyForever(en inglés)
En 2011 Medina firmó contrato con Ultra Records, y lanzó su disco For Altid, que cuenta con los sencillos «For Altid», «Synd for Dig», «Kl. 10», «12 Dage» y «Lyser I Mørke»; los tres primeros fueron directo al n.º 1 en Dinamarca, mientras que los otros fueron lanzados en 2012 y se convirtieron en potenciales top ten, lo que la terminó consolidando como una de las artistas más exitosas en la historia de su país. En 2011 también resultó ganadora del premio «mejor acto danés» para los MTV Europe Music Awards 2011, lográndolo por segunda vez y llegando a competir para el premio de «mejor artista europeo» junto a los otros ganadores regionales.
En el año 2012 lanzó su disco Forever, versión en inglés de su anterior álbum, el cual incluye diez temas inéditos y tres traducciones: «Forever» [«For Altid»], «Happening» [«Kl. 10»] y «Black Lights» [«Lyser I Mørke»]. El primer single del álbum, Forever, tuvo una gran recepción en Europa Central, especialmente en Alemania, Austria y Suiza, países donde Medina se transformó en una cantante popular. También se ha embarcado en su gira Forever Tour, donde recorre gran parte de Europa en apoyo a su álbum, el cual ha tenido un mayor rendimiento comercial que en su debut de 2010. Como segundo single del disco lanzó la canción «Happening», la cual ha tenido éxito en Europa. Junto a esto, Medina ha logrado ganar por tercera vez el premio MTV Europe Music Awards 2012 a «mejor artista danés», siendo la artista que mayor cantidad de triunfos ha logrado en esta categoría.
Durante los Zulu Awards 2012, Medina interpretó el tema «Kl. 10» en solitario y posteriormente el tema «Jeg I Live» junto a la cantante Sanne Salomonsen. Por su parte, durante los Danish Music Awards de ese año, hizo lo propio con la canción «Har du glemt». Ya en 2013, interpretó el tema «Jeg Venter» en los Danish DeeJay Awards.

#### 2014-presente: Primer álbum en vivo, EP (Arrogant) y tercer álbum en inglés

Logotipo de Medina.

En 2014 la cantante lanzó en marzo su primer álbum en vivo, titulado Tæt På - Live, el cual incluye una canción inédita titulada «Jalousi», la cual logró estar por cuatro semanas en el número uno de las listas danesas. A su vez, en mayo de ese año editó un EP llamado Arrogant, en el cual explora sonidos más urbanos en lugar de sus característicos sonidos bailables y electrónicos. Este fue lanzado por sorpresa, y fue directo al primer puesto de iTunes en su país. Este tema fue interpretado durante la gala conmemorativa del 80 cumpleaños del príncipe consorte Enrique de Dinamarca. En agosto de 2014, fue lanzado un nuevo single llamado «Giv Slip», que rápidamente se convirtió en n.ª 1 en las listas musicales danesas. Tres meses más tarde, la cantante publicó su nuevo single, «Når intet er godt nok», que al igual que su anterior sencillo alcanzó la primera posición. Durante los Danish Music Awards de 2014, la cantante consiguió el premio al éxito danés del año por su tema «Jalousi». Medina colaboró con el cantante sueco Anton Ewald en su canción «This Could Be Something», una canción de tipo dance que obtuvo importante éxito en Suecia y Dinamarca. Medina fue la elegida por el DJ Zedd para regrabar la canción «Clarity» y relanzarla en Europa.
En febrero de 2016 lanzó su disco We Survive versión en inglés con tres traducciones: «Jealousy» [«Jalousi»], «Good Enough» [«Når intet er godt nok»], «Let Go» [«Giv Slip»]. El primer y único single del álbum fue lanzado el 12 de febrero, We Survive. En abril lanzó un sencillo llamado «Forgabt (Jeg fucking elsker dig)» en danés.
En enero de 2017 el sencillo Elsk Mig fue lanzado, seguido por otro single en junio llamado Det Smukkeste". En el mismo mes. la versión de «Det Smukkeste» fue lanzada en español llamada «Único», seguido por otro single en agosto en español llamado «Si tú fueras mía», una colaboración con LennyGM.

## Discografía

### Álbumes

#### En danés
- Tæt På (2007)
- Velkommen Til Medina (2009)
- For Altid (2011)
- Tæt På - Live (2014)
- Arrogant (EP) (2014)

#### En inglés
- Welcome to Medina (2010)
- Forever (2012)
- We Survive (2016)

### Singles

#### En danés
- «Et Øjeblik» (2007)
- «Alene» (2007)
- «Satser Alt» (2007)
- «Kun For Mig» (2008)
- «Velkommen Til Medina» (2009)
- «Vi To» (2009)
- «Ensom» (2009)
- «For Altid» (2011)
- «Synd for dig» (2011)
- «Kl. 10» (2011)
- «12 Dage» (2012)
- «Lyser I Mørke» (2012)
- «Har du glemt» (2012)
- «Jalousi» (2014)
- «Giv Slip» (2014)
- «Når Intet Er Godt Nok» (2014)
- «Forgabt (Jeg fucking elsker dig)» (2016)
- «Elsk mig» (2017)
- «Det smukkeste» (2017)

#### En inglés
- «You and I» (2009)
- «Lonely» (2010)
- «Adiction» (2010)
- «Gutter» (2011)
- «The One» (2011)
- «Execute Me» (2011)
- «Forever» (2012)
- «Happening» (2012)
- «Boring (It's Too Late)» (2012)

#### En español
- «Único» (2017)

- «Si Tú Fueras Mía» (2017)

### Colaboraciones
- 2009: «100 dage» (Thomas Helmig con Medina) (en danés)
- 2010: «Mest ondt» (Burhan G con Medina) (en danés)
- 2011: «Du säger du älskar mig» (Supermarkets con Medina) (en danés)
- 2012: «Lågsus» (Specktors feat. Medina) (en danés)
- 2012: «Hvad der sker her» (Nik & Ras con Medina) (en danés)
- 2013: «Overdose» (Wolfgang Gartner con Medina) (en inglés)
- 2014: «This Could Be Something» (Anton Ewald con Medina) (en inglés)
- 2015: «Ud af mørket» (Shaka Loveless con Medina) (en danés)
- 2018: «First Time» (M-22 con Medina) (en inglés)

## Vida personal
Medina mantuvo una relación durante dos años con el famoso cantante danés Cristopher, nueve años menor que ella. Su relación se rompió a comienzos de 2014, manteniendo aún una buena relación entre ambos. Mucho se especuló sobre sí la letra de su single «Jalousi» podía haberse inspirado en la separación de ambos artistas, sin embargo la cantante desmintió esta información en una entrevista. Actualmente su pareja es el modelo danés Mikkel Gregers Jensen, con quien vive en la ciudad de Nueva York. Actualmente, Mikkel y Medina ya no forman una pareja estable. Terminaron la relación dejando una imagen dramática en el Instagram que después borraron, junto con todas las fotos que tenían los dos.